# Вулиця Камінна (Тернопіль)
Вулиця Камінна (до 1901 Середня Стрілецька, у 1929 — вулиця Костюшка) — одна з вулиць середмістя Тернополя.
Вулиця починається від скверу на початку бульвару Тараса Шевченка. Навпроти — вул. Качали. Вулиця без продовження — закінчується в'їздом у внутрішній двір адміністративного будинку, т. зв. «білого» дому (до початку 1980-го р. нею можна було вільно спуститися до теперішньої вул. Грушевського).

## Історія

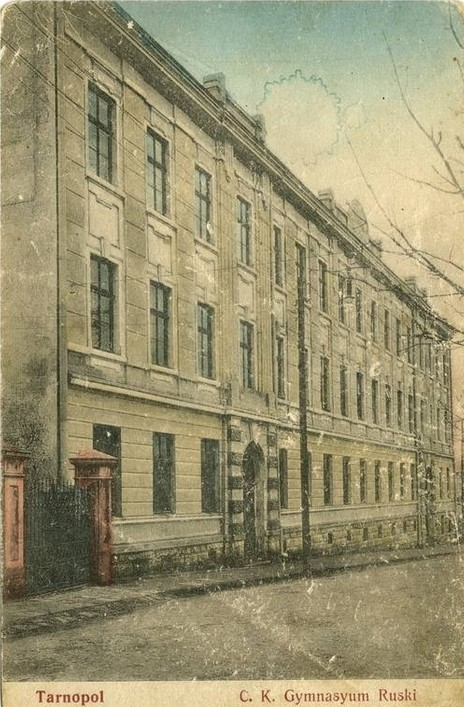
Фасад приміщення Української гімназії

Назва вулиці пов'язана з Камінною горою — пагорбом, на схилі якого тепер стоїть будівля обласної ради та обласної державної адміністрації.
До німецько-радянської війни тут у свій час діяли жіноча школа імені святої Ядвіги, жіноча школа імені Гофманової, а поряд — на вулиці Пйотра Скарги, 1 (нині вулиця Юліана Опільського) — чоловіча школа імені Конарського. За довідником адрес 1929 р., школа Гофманової та святої Ядвіги діяли на Костюшка, 2 — там само, де тепер школа № 5. Шкільний будинок первісно задуманий як лічниця для душевнохворих. Його звели у 1857—1881 рр. Одразу після Другої світової війни в будівлі діяла середня школа № 4.
Найцікавішою на Камінній була Українська державна гімназія, будинок якої стояв за сучасною школою № 4, на вулиці Костюшка, 11. Під час російської окупації Тернополя у Першій світовій війні в гімназійному домі розташували військовий шпиталь, а в часи ЗУНР — окремі урядові установи.
Діяли на Камінній Повітова рада і Повітова ощадна каса. Водночас розташовувалися на Костюшка і прості помешкання. В домі на розі сучасних Камінної та бульвару Шевченка народився письменник і педагог Юліан Опільський.
Під час боїв за Тернопіль у 1944 році вулицю інтенсивно бомбардували, бо на ній був район «тільки для німців». За іронією відбудовували її німці — радянська влада використала дармову робочу силу полонених солдатів.

## Пам'ятки архітектури

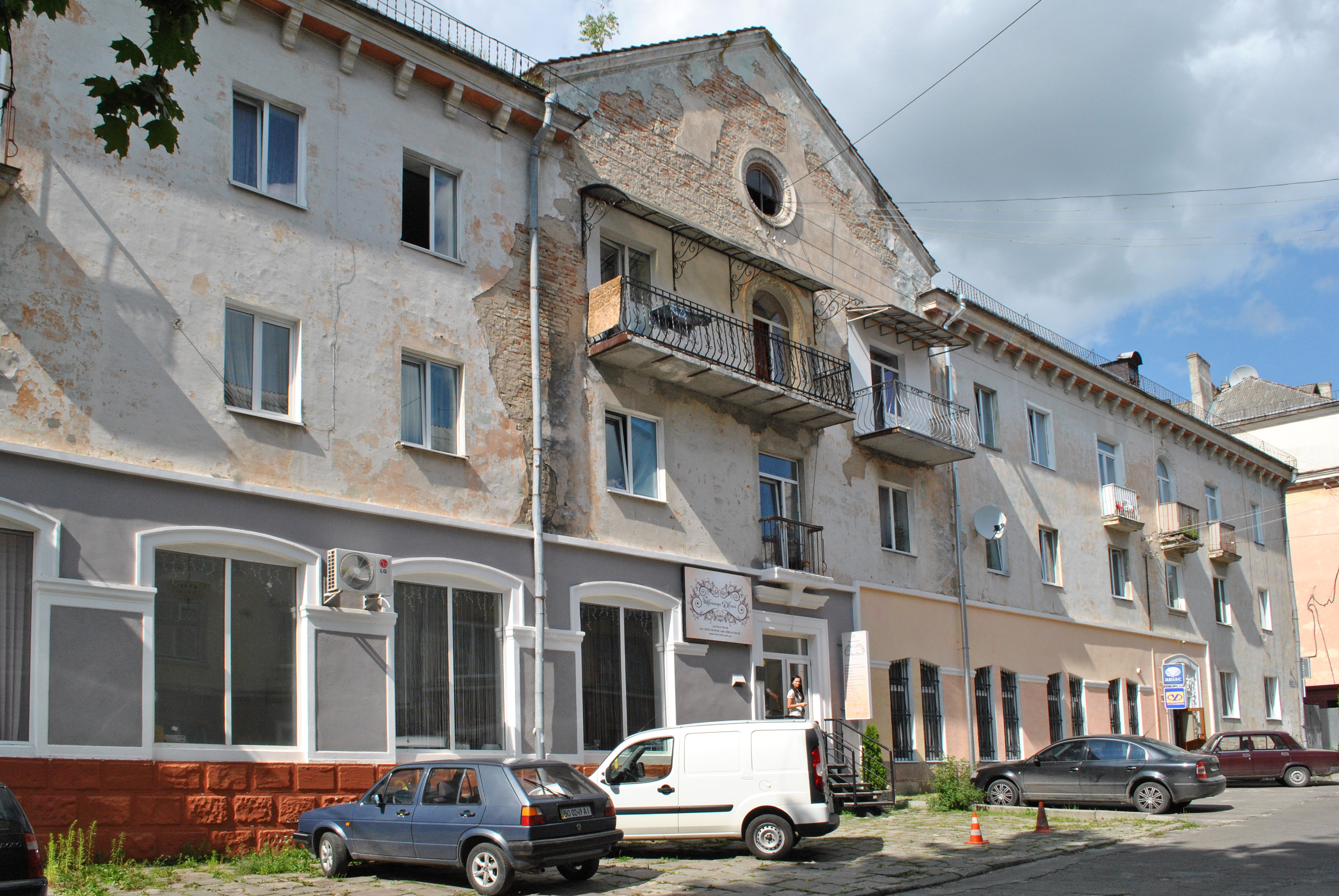
Пам’ятка архітектури місцевого значення: житловий будинок, 1894-1896 рр., вул. Камінна, 6, м. Тернопіль, 2144-М.

На вулиці є пам'ятки архітектури місцевого значення:
- Школа ім. Королеви Ядвіги, 1857 р., вул. Камінна, 2, 2003-М.
- Житловий будинок, ХІХ-ХХ ст., вул. Камінна, 3, 2004-М.
- Житловий будинок, поч. XX ст., вул. Камінна, 4, 1974-М.
- Житловий будинок, 1894—1896 рр., вул. Камінна, 6, 2144-М.

## Установи та організації
На вулиці розташовані
- Тернопільська спеціалізована школа І-ІІІ ступенів № 5 з поглибленим вивченням іноземних мов;
- Тернопільська музична школа № 1 імені Василя Барвінського
- Філія ВАТ «Укрнафта» (Камінна, 6)[1]

## Пам'ятні таблиці, барельєфи
- Барельєф на будинку № 1 з написом «У цьому будинку народився український письменник (1884—1937) Юліан Опільський (Юрій Львович Рудницький)».
- Пам'ятна таблиця на будинку № 2 з написом: «В цьому будинку в 1930—1937 р навчався герой національно-визвольних змагань Холмщини майор УПА „Ягода“, „Черник“ Марян Лукасевич *15 06 1922 †17 09 1945».

## Транспорт
Вулиця з малоінтенсивним рухом транспорту, тротуари — двобічні з одним пішохідним переходом на початку вулиці. Найближчі зупинки громадського транспорту на вулиці Крушельницької, вулиці Богдана Хмельницького і вулиці Збаразькій.